# Bojana Popović
Bojana Popović, nata Petrović (Niš, 20 novembre 1979), è un'ex pallamanista montenegrina.
Con la maglia della nazionale montenegrina ha vinto l'argento olimpico ai Giochi di Londra 2012.

## Palmarès

### Club
- EHF Champions League: 6

Slagelse: 2003-2004, 2004-2005, 2006-2007
Viborg: 2008-2009, 2009-2010
Budućnost Podgorica: 2011-2012
- EHF Cup: 1

Slagelse: 2002-2003
- Campionato jugoslavo: 4

Budućnost Podgorica: 1998-1999, 1999-2000, 2000-2001, 2001-2002
- Coppa di Jugoslavia: 3

Budućnost Podgorica: 1999-2000, 2000-2001, 2001-2002
- Campionato danese: 6

Slagelse: 2004, 2005
Viborg: 2007, 2008, 2009, 2010
- Coppa di Danimarca: 3

Slagelse: 2003
Viborg: 2007, 2008
- Campionato montenegrino: 2

Budućnost Podgorica: 2010-2011, 2011-2012
- Coppa di Montenegro: 2

Budućnost Podgorica: 2010-2011, 2011-2012

### Nazionale
- Argento olimpico: 1

Londra 2012
- Campionato mondiale

 Bronzo: Italia 2001 (con la Jugoslavia)

### Individuale
- Sportivo dell'anno in Montenegro: 1

2012
- Giocatrice dell'anno in Montenegro: 2

2010, 2011
- Migliore terzino sinistro ai Giochi Olimpici

Londra 2012
- Migliore giocatrice dell'anno nel campionato danese: 3

2004, 2005, 2008
- Migliore terzino sinistro dell'anno nel campionato danese: 4

2004, 2005, 2007, 2010
- Migliore centrale dell'anno nel campionato danese: 1

2009